# Jiří Patera
Jiří Patera, född 24 februari 1999, är en tjeckisk professionell ishockeymålvakt som är kontrakterad till Vegas Golden Knights i National Hockey League (NHL) och spelar för Henderson Silver Knights i American Hockey League (AHL).
Han har tidigare spelat för HC Motor České Budějovice i Extraliga; Fort Wayne Komets i ECHL; Brandon Wheat Kings i Western Hockey League (WHL) samt Cedar Rapids Roughriders i United States Hockey League (USHL).
Patera draftades av Vegas Golden Knights i sjätte rundan i 2017 års draft som 161:a spelare totalt.